# Galina Vinogradova
Galina Vinogradova, née le 10 février 1979 à Barnaoul, est une orienteuse russe de haut niveau.

## Palmarès

### Jeux mondiaux
- Jeux mondiaux de 2017 à Wrocław (Pologne)
  -  Médaille de bronze en catégorie Relais mixte